# Dancing the Dream
Dancing the Dream is een verzameling van verhalen en gedichten geschreven door Michael Jackson, idealistisch en doordrongen van het feit dat de mens vrij is, zijn dromen moet volgen en kinderen moet liefhebben. In het boek zijn er ruim 100 foto's.
Het boek werd in 1992 gepubliceerd.
Het boek bestaat uit 28 essays en reflecties, 17 gedichten en 84 afbeeldingen.